# Union personnelle
 (janvier 2024).
Si vous disposez d'ouvrages ou d'articles de référence ou si vous connaissez des sites web de qualité traitant du thème abordé ici, merci de compléter l'article en donnant les références utiles à sa vérifiabilité et en les liant à la section « Notes et références ».

Devise de Jacques VI et Ier : il associe la rose Tudor d'Angleterre et le chardon d'Écosse. Emblème utilisé par le roi d'Écosse une fois devenu aussi roi d'Angleterre (l'Union des Couronnes en 1603).

Une union personnelle est une relation entre deux ou plusieurs entités politiques considérées comme des États souverains distincts, mais qui, en vertu d'une loi ou d'un contrat, ont la même personne pour chef d'État. En droit, il ne s'agit pas d'une union réelle des territoires. Les clauses du contrat ou de la convention entre les deux parties prévoient la fin de l'union personnelle, généralement à la mort des contractants. Chacun des États retrouve alors son propre souverain ou chef d'État légitime. Cela ne doit pas être confondu avec une fédération, qui est considérée comme constituant un seul et même État.
Les unions personnelles peuvent survenir pour des raisons diverses, d'un simple mariage (deux monarques — un roi et une reine, par exemple — se marient et leur enfant hérite des deux couronnes) à une annexion virtuelle (quand une union personnelle est instaurée afin de tenir sous contrôle un autre État sans formellement l'annexer). Elles peuvent être codifiées (les constitutions des États disposent clairement qu'ils doivent être liés) ou non (dans ce cas, elles peuvent facilement être rompues, comme en raison de règles de succession différentes).
Les présidents de républiques sont habituellement choisis par les citoyens d'un État. Les unions personnelles concernent donc presque exclusivement les régimes monarchiques (parfois, le terme de « double monarchie » est employé pour indiquer une union personnelle entre deux régimes de ce type). Avec le déclin de leur nombre durant le XXe siècle, les unions personnelles sont devenues plutôt rares.
Dans la plupart des cas, le souverain est représenté dans l'un des deux pays par un représentant, un gouverneur général, par exemple. Ainsi, le souverain britannique résidant au Royaume-Uni est représenté au sein de chacun des royaumes du Commonwealth par un gouverneur général souvent choisi par le chef du gouvernement local.
Il existe quelquefois un flou entre les unions personnelles et les fédérations, l'une pouvant prendre la place de l'autre. Voici quelques exemples d'unions personnelles historiques ou contemporaines :

## Exemples

### Andorre
- Union personnelle « partielle » de la principauté d'Andorre avec le royaume de France, puis l'Empire français et enfin la République française, depuis 1607 : le chef de l'État français (le roi de France, l'empereur des Français puis le président de la République française) est l'un des coprinces d'Andorre (chefs de l’État andorran), l'autre étant l'évêque d'Urgell, en Espagne.

### Angleterre
- Union personnelle avec le Danemark (1013 – 1014, 1018 – 1035 et 1040 – 1042).
- Union personnelle avec le duché de Normandie de 1066 à 1087.
- Union personnelle avec le duché d'Aquitaine de 1154 à 1453.
- Union personnelle avec une importante partie de la France de 1154 à 1214.
- Union personnelle avec le royaume de France de 1422 à 1453.
- Union personnelle du royaume d'Angleterre avec le royaume d'Irlande de 1541 (quand la seigneurie d'Irlande fut élevée au rang de royaume) à 1707, sauf pendant la période du Commonwealth d'Angleterre et du Protectorate (puis union personnelle de l'Irlande avec le royaume de Grande-Bretagne jusqu'en 1801).
- Union personnelle avec l'Empire espagnol de 1556 à 1558.
- Union personnelle du royaume d'Angleterre avec le royaume d'Écosse de 1603 à 1707, date à laquelle les deux États furent rassemblés en un Royaume-Uni de Grande-Bretagne.
- Union personnelle avec les Pays-Bas de 1689 à 1702, avec le stathouder hollandais également roi d'Angleterre, d'Écosse et d'Irlande. La situation est plus complexe avec les provinces néerlandaises de Hollande, Zélande, Utrecht, Gueldre et Overijssel qui sont entrées en union personnelle en 1689 et Drenthe en 1696. Seules deux provinces n'ont jamais intégré l'union personnelle : la Frise et Groningue.

### Aragon
- Union personnelle avec le royaume de Navarre entre 1076 et 1134.
- Union personnelle avec le royaume de Sicile entre 1282 et 1516.
- Union personnelle avec le royaume de Naples entre de 1442 à 1458 et de 1504 à 1516.
- Union personnelle avec le royaume de Castille entre 1469 et 1516, date de création du royaume d'Espagne.

### Autriche
- Union personnelle avec le duché de Bavière entre 1139 et 1152.
- Union personnelle avec le duché de Styrie entre 1192 et 1246 et entre 1260 et 1918.
- Union personnelle avec le margraviat de Bade entre 1248 et 1268.
- Union personnelle avec la Bohême (1260-1276, 1306-1307, 1438-1439, 1453-1457, 1487-1490 et 1526-1918).
- Union personnelle avec le duché de Carinthie de 1276 à 1286 et de 1335 à 1918.
- Union personnelle avec le comté du Tyrol de 1363 à 1918.
- Union personnelle avec le duché de Carniole entre 1364 et 1918.
- Union personnelle avec la Hongrie (1437-1439, 1444-1457, 1487-1490 et 1526-1804).
- Union personnelle avec le Saint-Empire romain germanique de 1452 à 1806.
- Union personnelle avec les Pays-Bas (1490-1555, 1598-1621) et les Pays-Bas autrichiens (1713-1792).
- Union personnelle avec l'Espagne de 1519 à 1521.
- Union personnelle avec le royaume de Slavonie de 1699 à 1868.
- Union personnelle avec le royaume de Naples de 1713 à 1735.
- Union personnelle avec le royaume de Sardaigne de 1713 à 1720.
- Union personnelle avec le royaume de Serbie de 1718 à 1739.
- Union personnelle avec le royaume de Sicile de 1720 à 1735.
- Union personnelle avec le duché de Parme de 1735 à 1748.
- Union personnelle avec le royaume de Galicie et de Lodomérie de 1772 à 1918.
- Union personnelle avec le duché de Bucovine de 1774 à 1918.
- Union personnelle avec la Nouvelle Galicie.
- Union personnelle avec la république de Venise de 1797 à 1805.
- Union personnelle avec le royaume de Dalmatie de 1797 à 1805 et de 1814 à 1918.
- Union personnelle avec le royaume de Lombardie-Vénétie de 1814 à 1859.
- Union personnelle de l'empire d'Autriche avec le royaume de Hongrie de 1867 à 1918 sous la forme de l'Autriche-Hongrie, surnommée la Double Monarchie, établie à la suite du compromis austro-hongrois.
- Union personnelle avec la Bosnie-Herzégovine de 1908 à 1918.

### Belgique
- Union personnelle du royaume de Belgique avec l'État indépendant du Congo de 1885 à 1908, date à laquelle le deuxième devint une colonie belge.

### Bohême
- Union personnelle avec la Pologne (1003-1004 ; Bohême occupée par les Polonais).
- Union personnelle avec la Pologne (1300-1306) et la Hongrie (1301-1305 ; Venceslas II et Venceslas III).
- Union personnelle avec le duché de Luxembourg (1313-1378 et 1383-1388).
- Union personnelle avec la Hongrie (1419-1439, 1490-1526 ; dynastie Jagellon), 1526 – 1918 (dynastie des Habsbourg).
- Union personnelle avec l'Autriche et la Hongrie (1526-1918, sauf 1619-1620).

### Brandebourg
- Union personnelle avec la Prusse de 1618 à la création du royaume de Prusse en 1701. Jusqu'en 1660, la Prusse resta néanmoins vassale de la Pologne.

### Brunswick et Œls
- Union personnelle sous Guillaume de Brunswick de 1815 à 1884.

### Brésil
- Royaume-Uni de Portugal, du Brésil et des Algarves, union avec le Royaume de Portugal et le  Royaume des Algarves (sous Jean VI puis son fils comme Prince royal du Royaume-Uni de Portugal, du Brésil et des Algarves)[3],[4].
- Union personnelle avec le Portugal sous le règne de Pierre Ier du Brésil du 10 mars au 28 mai 1826.

### Congo
- Union personnelle de l'État indépendant du Congo avec le royaume de Belgique de 1885 à 1908, quand le premier devint une colonie belge.

### Corée
- Union personnelle avec l'Empire mongol entre 1308 et 1313.

### Croatie
- Union personnelle avec la Hongrie de 1102 à 1918.

### Danemark
- Union personnelle avec l'Angleterre (1018-1035) et la Norvège (1028-1035) sous le règne de Knut le Grand.
- Union personnelle avec la Norvège de 1042 à 1047 (quand le roi Magnus le Grand mourut) et de 1380 à 1536 (quand le Riksråd norvégien fut aboli).
- L'union de Kalmar avec la Norvège et la Suède de 1389 à 1521.
- Les rois du Danemark ont été en même temps ducs du Schleswig et du Holstein (1460-1864 ; le Holstein était une partie du Saint-Empire romain germanique, maintenant en Allemagne).
- Union personnelle du royaume de Danemark avec le royaume d'Islande de 1918 (transformation de l'État autonome islandais en monarchie indépendante) à 1944 (proclamation de la république en Islande).

### Écosse
- Union personnelle avec la France entre 1558 et 1560 sous le règne de François II.
- Union personnelle avec l'Angleterre et l'Irlande entre 1603 et 1707 (date à laquelle fut créé le royaume de Grande-Bretagne).
- Union personnelle avec les Provinces-Unies entre 1689 et 1702, durant laquelle le roi d'Angleterre, d'Écosse et d'Irlande était aussi Stathouder de la majorité des provinces néerlandaises. La situation était plus complexe avec les provinces de Hollande, de Zélande, d'Utrecht, de Gelderland et d'Overijssel qui ne joignirent l'union personnelle qu'en 1689, et la province de Drenthe qui ne la joignit qu'en 1696. Deux provinces seulement ne firent jamais partie de l'union personnelle : la Frise et Groningue.

### Espagne
- Union personnelle avec les Pays-Bas des Habsbourg de 1516 à 1581, puis avec les Pays-Bas espagnols de 1581 à 1706.
- Union personnelle avec le royaume de Naples de 1516 à 1734.
- Union personnelle avec le royaume de Sicile de 1516 à 1713.
- Union personnelle avec le royaume de Sardaigne de 1518 à 1708.
- Union personnelle avec l'Autriche entre 1519 et 1521.
- Union personnelle avec le Saint-Empire romain germanique de 1519 à 1556 sous le règne de Charles Quint.
- Union personnelle avec le duché de Milan de 1540 à 1706.
- Union personnelle avec l'Angleterre et l'Irlande de 1556 à 1558.
- Union Ibérique avec le Portugal de 1580 à 1640 (sous Philippe II, son fils et son petit-fils).

### Finlande
- Le statut du grand-duché de Finlande, dirigé de 1809 à 1917 par le tsar de Russie en tant que grand-duc de Finlande, était très proche d'une union personnelle et souvent décrit comme tel par les Finlandais. Cependant, par le traité de Fredrikshamn, la Finlande était légalement une partie de l'Empire russe dont l'autonomie administrative était octroyée par tolérance du tsar, et cette autonomie fut temporairement abrogée plus tard.

### France
- Union personnelle avec le royaume de Navarre de 1284 à 1305 et de 1314 à 1328.
- Union personnelle avec le royaume d'Angleterre et le seigneurie d'Irlande de 1422 à 1453.
- Union personnelle (1) du royaume de France avec le duché de Bretagne, de 1491, quand la duchesse Anne de Bretagne épousa le roi de France Charles VIII, l'union personnelle cesse à la mort du roi (clause du traité de mariage). Anne de Bretagne retrouve la pleine souveraineté sur le duché le 8 avril 1498.
- Union personnelle (2) du royaume de France avec le duché de Bretagne, du 8 janvier 1499, quand la duchesse Anne de Bretagne épousa Louis XII, jusqu'à la mort d'Anne de Bretagne en 1514, le roi n'est qu'usufruitier du duché, il n'en est pas propriétaire, jusqu'à sa mort en janvier 1515 qui met fin à l'union personnelle entre les deux couronnes. Ce n'est pas une union réelle (au point de vue juridique). Puis le duché est « réuni » à la personne du roi, à sa couronne, par l'édit de 1532 (loi unilatérale française au point de vue du droit) à Vannes, assemblée réunie sans vote, sous la contrainte du lieutenant du roi, Montejean, et des armées du roi aux frontières de Bretagne. Cet « accord » n'a pas été respecté en 1789 à la Révolution, malgré les demandes de Jean-Baptiste Le Vicomte de la Houssaye et René-Jean de Botherel du Plessis, représentants légitimes de la nation de Bretagne. Il a donc été dénoncé unilatéralement par la France en février 1790, mais sa non réciprocité fait que cela n'a pas de conséquence sur l'applicabilité du traité de Nantes de 1499 (en vigueur d'un point de vue juridique).
- Union personnelle du Comté de Provence, quand le roi de France se trouve héritier du comte de Provence en 1482, et accepte de signer la "Constitution provençale" qui dit qu'il ne règne que comme comte de Provence et non comme roi de France et que la Provence lui est ainsi rattachée "comme un principal à un autre principal et aucunement subalternée". Ce régime dure jusqu'à l'annexion de la Provence par la France en 1789-90.
- Union personnelle avec le royaume de Naples sous Charles VIII (1495) et Louis XII (1501-1504).
- Union personnelle avec le duché de Milan sous les règnes de Louis XII (1499-1500 et 1500-1512) et de François Ier (1515-1521 et 1524-1525).
- Union personnelle avec l'Écosse entre 1558 et 1560 sous le règne de François II.
- Union personnelle avec la république des Deux Nations sous le règne de Henri III en 1574 et 1575.
- Union personnelle du royaume de France avec le royaume de Navarre en 1589, quand Henri IV fils d'Antoine de Bourbon et de Jeanne III de Navarre accède au trône de France, ses descendants ajoutèrent le titre de roi de Navarre à celui de roi de France.
- Union personnelle « partielle » du royaume de France, puis de la République française, avec la principauté d'Andorre depuis 1607.
- Union personnelle avec le grand-duché de Berg (1808-1809) et le royaume d'Italie (1805-1814) sous le règne de Napoléon Ier.

### Géorgie
- Union personnelle du royaume d'Ibérie et de la Colchide entre -300 et -90, sous la dynastie Pharnazavide.
- Union personnelle du royaume du Pont et de la Colchide entre -109 et 64.
- Union personnelle du royaume d'Abkhazie et du duché de Tao-Klarjéthie sous le règne de Bagrat III de Géorgie entre 1000 et 1010. En 1010, avec l'annexion du royaume de Kakhétie fut fondé un royaume unifié de Géorgie.
- Union personnelle du royaume de Karthli et du royaume de Kakhétie (1513-1520, 1625-1633, 1648-1658, 1660-1664, 1723), pour finalement s'unir définitivement en un royaume commun en 1762 sous le règne d'Héraclius II.
- Union personnelle du royaume de Mingrélie et de la principauté d'Abkhazie sous la dynastie des Dadiani entre 1557 et 1660.
- Union personnelle du royaume d'Iméréthie et de la principauté de Gouria (1681-1683, 1701-1702, 1713-1714, 1720).

### Hanovre
- Union personnelle avec la Grande-Bretagne et l'Irlande entre 1714 et 1801.
- Union personnelle avec le Royaume-Uni entre 1801 et 1837, date de la montée sur le trône britannique de la reine Victoria (selon la loi salique, les femmes ne pouvant être monarques de Hanovre).

### Holstein-Gottorp
- Union personnelle avec la Russie sous le règne de Paul Ier de 1762 à 1773.

### Hongrie
- Union personnelle avec la Croatie entre 1102 et 1918.
- Union personnelle avec la Pologne de 1370 à 1382 sous le règne de Louis Ier de Hongrie. Cette période est parfois connue en Pologne sous le nom de période angevine. Louis hérita du trône de Pologne par son oncle Casimir III. Après sa mort, la noblesse polonaise (la szlachta) décida de mettre un terme à l'union personnelle, ne voulant en effet pas être gouvernés par la Hongrie. Ils choisirent pour reine la plus jeune fille de Louis, Hedwige, tandis que la Hongrie serait gouvernée par son aînée.
- Union personnelle avec le duché de Luxembourg sous Marie Ire de Hongrie et Sigismond de Luxembourg entre 1386 et 1385[Quoi ?].
- Union personnelle avec la Bohême de 1419 à 1439 et de 1490 à 1526 (dynastie des Jagellon) puis à 1918 (sous les Habsbourg).
- Union personnelle avec l'Autriche entre 1867 et 1918 (la double monarchie austro-hongroise) sous les règnes de François-Joseph et Charles Ier (il s'agissait là plus d'une union dynastique que d'une union personnelle à proprement parler).

### Islande
- Union personnelle du royaume d'Islande avec le royaume de Danemark entre 1918 et 1944.

### Italie
- Union personnelle imposée à l'Albanie par l'Italie fasciste sous le règne de Victor-Emmanuel III entre 1939 et 1943.

### León
- Union personnelle avec le royaume de Galice et le royaume des Asturies entre 914 et 924.
- Union personnelle avec la Couronne de Castille (1037-1065 et 1072-1230).

### Lituanie
- Union personnelle avec la Pologne de 1386 à 1569 - l'Union de Pologne-Lituanie, transformée en 1569 en fédération de république des Deux Nations.

### Luxembourg
- Union personnelle du grand-duché de Luxembourg avec le royaume uni des Pays-Bas de 1815 à 1839 puis avec les Pays-Bas jusqu'en 1890.

### Navarre
- Union personnelle avec l'Aragon de 1076 à 1134.
- Union personnelle avec la France de 1284 à 1305 et de 1314 à 1328.
- Union personnelle avec l'Aragon et la Sicile de 1458 à 1479.
- Union personnelle avec l'Andorre de 1479 à 1607.
- Union personnelle avec la France de 1589 à 1620.
- Roi de France et de Navarre de 1620 à 1791 et de 1814 à 1830.

### Norvège
- Union personnelle avec le Danemark de 999 à 1014 sous le règne de Sven Ier de Danemark, lequel régna aussi sur l'Angleterre de 1013 à 1014.
- Union personnelle avec le Danemark de 1042 à 1047 sous le règne de Magnus le Grand.
- Union personnelle avec la Suède de 1319 à 1343.
- Union personnelle avec le Danemark de 1380 à 1814 (le Riksråd fut aboli en 1536).
- Union de Kalmar avec le Danemark et la Suède de 1389 à 1521 (avec quelques interruptions).
- Union personnelle avec la Suède de 1814 (lorsque la Norvège déclara son indépendance du Danemark et fut contraint à entrer en union avec la Suède) jusqu'en 1905.

### Pays-Bas
- Union personnelle avec l'Angleterre, l'Écosse et l'Irlande entre 1689 et 1702, durant laquelle le roi d'Angleterre, d'Écosse et d'Irlande était aussi Stathouder de la majorité des Provinces-Unies. La situation était plus complexe avec les provinces de Hollande, de Zélande, d'Utrecht, de Gelderland et d'Overijssel qui ne joignirent l'union personnelle qu'en 1689, et la province de Drenthe qui ne la joignit qu'en 1696. Deux provinces seulement ne firent jamais partie de l'union personnelle : la Frise et Groningue.
- Union personnelle avec le Grand-duché de Luxembourg de 1815 à 1890.

### Pologne
- Union personnelle avec la Bohême en 1003-1004 (Bohême occupée par les Polonais).
- Union personnelle avec la Bohême 1300-1306 et la Hongrie 1301-1305 (Venceslas II et Venceslas III).
- Union personnelle de 1370 à 1382 et de 1440 à 1444  avec la Hongrie.
- Union personnelle avec la Lituanie de 1386 à 1569 dans le cadre de la république des Deux Nations.
- Union personnelle formelle du royaume de Pologne avec la Russie de 1815 à 1831 (bien que la Pologne fût de plus en plus assimilée à une province russe).

### Portugal
- Union ibérique avec l'Espagne de 1580 à 1640 (sous Philippe II, son fils et son petit-fils).
- Royaume-Uni de Portugal, du Brésil et des Algarves, union avec le Royaume du Brésil (en) et le  Royaume des Algarves (sous Jean VI puis son fils comme Prince royal du Royaume-Uni de Portugal, du Brésil et des Algarves)[3],[4].

### Prusse
- Union personnelle avec la principauté de Neuchâtel (1707-1806), puis 1814-1848.
- Union personnelle avec le duché de Courlande et Sémigalle (1918), constituant alors le Duché balte uni.

### République des Deux Nations
- Union personnelle avec la France sous le règne de Henri III en 1574 et 1575.
- Union personnelle avec la Transylvanie sous le règne d'Étienne Báthory entre 1576 et 1586.
- Union personnelle avec la Suède de 1592 à 1599 (Union polono-suédoise).
- Union personnelle avec la Ruthénie en 1658 dans le cadre du Traité d'Hadiach en vue de créer une république tripartite de Pologne-Lituanie-Ruthénie.
- Union personnelle avec l'électorat de Saxe de 1697 à 1763.

### Roumanie
- Union personnelle entre la Transylvanie et la république des Deux Nations sous le règne d'Étienne Báthory entre 1576 et 1586.
- Union personnelle entre la Valachie et la Transylvanie entre 1599 et 1600 sous Michel Ier le Brave.
- Union personnelle entre la Valachie, la Transylvanie et la Moldavie entre 1599 et 1600 sous Michel Ier le Brave.
- Union personnelle entre la Valachie et la Moldavie entre 1859 et 1862 sous Alexandre John Cuza.

### Royaume de Chypre et royaume de Jérusalem
- Union personnelle sous les Lusignan de 1197 à 1205 et de 1267 à 1291.

### Royaume-Uni de Grande-Bretagne et d'Irlande
- Union personnelle avec Hanovre de 1801 à 1837, date de l’ascension au trône britannique de la reine Victoria (selon la loi salique, une femme ne pouvait pas devenir souveraine de Hanovre).

### Royaume-Uni de Grande-Bretagne et d'Irlande du Nord
- Union personnelle avec les royaumes du Commonwealth, actuellement au nombre de quatorze (Antigua-et-Barbuda, Australie, Bahamas, Belize, Canada, Grenade, Jamaïque, Nouvelle-Zélande, Papouasie-Nouvelle-Guinée, Saint-Christophe-et-Niévès, Sainte-Lucie, Saint-Vincent-et-les Grenadines, Îles Salomon, Tuvalu).

### Russie
- Union personnelle avec le Holstein-Gottorp sous le règne de Paul Ier de 1762 à 1773.
- Union personnelle avec l'Oldenbourg sous le même Paul Ier en 1773.
- Union personnelle avec le Jever de 1793 à 1807.
- Union personnelle avec Malte entre 1799 et 1801, Paul Ier étant grand maître de l'ordre de Saint-Jean de Jérusalem et tsar.
- Union personnelle avec le grand-duché de Finlande de 1809 à 1917.
- Union personnelle avec le royaume de Pologne de 1815 à 1831.

### Saint-Empire romain germanique
- Union personnelle avec le royaume de Sicile de 1194 à 1197 et de 1212 à 1254.
- Union personnelle avec l'Italie, la Bohême et la Hongrie sous le règne de Sigismond de Luxembourg entre 1431 et 1437.
- Union personnelle avec l'Autriche de 1452 à 1806.
- Union personnelle avec l'Espagne entre 1519 et 1556 sous le règne de Charles Quint.

### Saxe
- Union personnelle avec la république des Deux Nations de 1697 à 1763.
- Union personnelle avec le grand-duché de Varsovie de 1807 à 1815.

### Duché de Saxe-Cobourg et Saxe-Cobourg et Gotha
- Union personnelle des duchés de Saxe-Cobourg et Saxe-Gotha sous le règne d'Ernest Ier de 1826 à 1852. Ensuite les deux duchés furent partiellement réuni, mais les tentatives d'unification complète n'aboutirent jamais.

### Schleswig et Holstein
- Le roi du Danemark était entre 1460 et 1864 simultanément duc de Schleswig et d'Holstein (le duché de Holstein étant en même temps membre du Saint-Empire).

### Schwarzbourg-Rudolstadt et Schwarzbourg-Sondershausen
- Les deux duchés se trouvèrent en état d'union personnelle en 1909, lorsque le prince Gonthier-Victor de Schwarzbourg-Rudolstadt hérita du trône de Schwarzbourg-Sondershausen. L'union prit fin en 1918 lorsque le prince abdiqua.

### Suède
- Union personnelle avec la Norvège de 1319 à 1343.
- L’union de Kalmar avec le Danemark et la Norvège de 1389 à 1521 (avec quelques interruptions).
- Union personnelle avec la république des Deux Nations de 1592 à 1599 (Union polono-suédoise).
- Union personnelle avec le Palatinat-Deux-Ponts de 1681 à 1718 sous les règnes de Charles XI et Charles XII de Suède.
- Union personnelle avec la Norvège de 1814 à 1905 (parfois appelée Suède-Norvège).